# 邓村车辆段
邓村车辆段位于中国广东省广州市从化区街口街道逸泉山庄、105国道的南侧地块（进出岔口连接赤草站），是广州地铁14号线的车辆基地。

## 基本信息
邓村车辆段占地面积为36.3公顷，主要承担十四号线配属列车的存放、日常维护、周月检、定临修、大架修及喷漆、镟轮、材料供应、救援任务、线路设备的巡检、保养及在线维修任务。车辆段内包含联合检修库、运用库、综合楼、物资总库、调机及工程车库与牵引降压混合变电所等12个单体建筑，总建筑面积111,200平方米，工程总造价6.53亿元。

## 历史
- 2013年11月，邓村车辆段正式开工[3]。
- 2016年1月20日，广州地铁面积最大的网架工程在邓村车辆段开始安装[4]。
- 2018年3月16日，邓村车辆段冷滑试验成功[5]。
- 2018年3月29日，邓村车辆段热滑试验成功[6]。
- 2018年4月16日，邓村车辆段实现三权移交[7]。
- 2018年12月28日，邓村车辆段随14号线主线一期的建成而启用[8]。